# Бельвьян-э-Кавирак
Бельвья́н-э-Кавира́к (фр. Belvianes-et-Cavirac) — коммуна во Франции, находится в регионе Лангедок — Руссильон. Департамент коммуны — Од. Входит в состав кантона Кийан. Округ коммуны — Лиму.
Код INSEE коммуны — 11035.

## Население
Население коммуны на 2008 год составляло 288 человек.
| 1962 | 1968 | 1975 | 1982 | 1990 | 1999 | 2008 |
| ---- | ---- | ---- | ---- | ---- | ---- | ---- |
| 334  | 342  | 310  | 333  | 340  | 332  | 288  |

## Экономика
В 2007 году среди 168 человек в трудоспособном возрасте (15—64 лет) 111 были экономически активными, 57 — неактивными (показатель активности — 66,1 %, в 1999 году было 63,1 %). Из 111 активных работали 90 человек (50 мужчин и 40 женщин), безработных было 21 (8 мужчин и 13 женщин). Среди 57 неактивных 13 человек были учениками или студентами, 23 — пенсионерами, 21 были неактивными по другим причинам.